# Пламен Георгиев
Пламен Георгиев (роден 17 февруари 1976 г.) е български прокурор.

## Биография
Завършва право в СУ „Св. Климент Охридски“ през 2001 г.
През 2019 г. „Строителен контрол“ – София планира да премахне постройка на Пламен Георгиев без строителни книжа, свързана с евтини апартаменти за политици. Постройката в крайна сметка е премахната.

## Кариера
През 2002 – 2005 г. работи в Столичната следствена служба, разследвайки стопански и криминални престъпления.
През 2005 – 2006 г. е прокурор в Софийската районна прокуратура.
През 2008 г. не успява да стане съдия. През 2009 г. е командирован в Софийската градската прокуратура, ръководейки екип от 10 души от ДАНС.
През 2011 – 2012 г. е заместник-министър в Министерството на правосъдието.
През 2012 – 2018 г. председател на Комисията за отнемане на незаконно придобито имущество.
От 2018 г. до 2019 г. председател на Комисията за противодействие на корупцията и за отнемане на незаконно придобитото имущество. По негови думи, запорира имущество за над 2 милиарда лева. Разследва Делян Пеевски и свързани фирми, като заключава, че „срещу това лице няма нищо“.
От 2019 е консул във Валенсия, изпратен от правителството на Бойко Борисов. Георгиев смята, че „да, аз съм назначен от политическата партия, с решение на кабинета на тази политическа партия, която е ръководила, но такива назначения се правят по цял свят“, но не смята, че назначението му е политическо. Елена Поптодорова нарича „необичайно“ назначаването на хора, които не са кариерни дипломати.
През 2022 г. е отзован от правителството на Кирил Петков, като Георгиев смята, че причината е реваншизъм и планира да търси решение през съда; до 6 януари 2022 не е показал доказателства. Според МВнР, причината за освобождаването е „оптимизиране на дипломатическата квота извън страната“.